# ديفيد إف. سيلرز
ديفيد إف. سيلرز (بالإنجليزية: David F. Sellers)‏ هو ضابط أمريكي، ولد في 4 فبراير 1874 في أوستن في الولايات المتحدة، وتوفي في 27 يناير 1949 في بيثيسدا في الولايات المتحدة.